# 호르헤 글라스

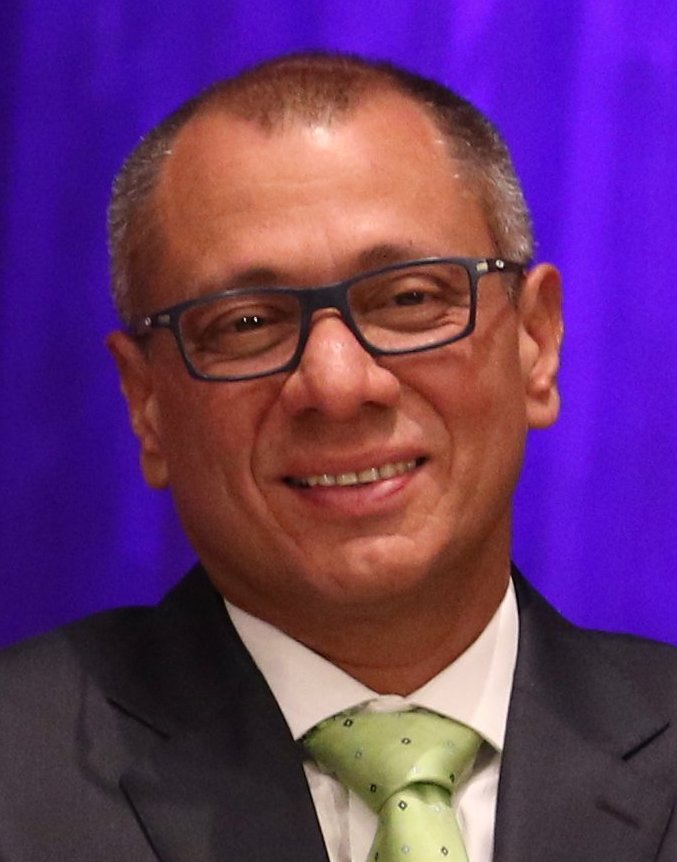

호르헤 다비드 글라스 에스피넬(스페인어: Jorge David Glas Espinel, 1969년 9월 13일 ~ )은 에콰도르의 전기 기술자 출신 정치인으로 2013년 5월 24일부터 2017년 12월 13일까지 부통령직을 맡았다. 2017년 8월 3일 레닌 모레노 대통령은 그의 부통령직을 정지시켰다. 12월 국가형사사법재판소는 글라스에세 오데브레흐트로부터 1,350만 달러를 받은 혐의로 징역 6년 형을 선고했다.

## 역대 선거 결과
| 선거명      | 직책명            | 대수 | 정당        | 1차 득표율 | 1차 득표수  | 2차 득표율 | 2차 득표수  | 결과 | 당락 |
| ----------- | ----------------- | ---- | ----------- | ---------- | ----------- | ---------- | ----------- | ---- | ---- |
| 2013년 선거 | 에콰도르의 부통령 | 48대 | 파이스 연립 | 57.17%     | 4,918,482표 |            |             | 1위  |      |
| 2017년 선거 | 에콰도르의 부통령 | 48대 | 파이스 연립 | 39.36%     | 3,716,343표 | 51.16%     | 5,062,018표 | 1위  |      |